# Каржан
Каржа́н (каз. Қаржан) — село у складі Казигуртського району Туркестанської області Казахстану. Входить до складу Алтинтобинського сільського округу.
Населення — 4501 особа (2021; 4454 у 2009, 4224 у 1999, 4139 у 1989).
У радянські часи село називалось Каражан.